# Theatrum Orbis Terrarum

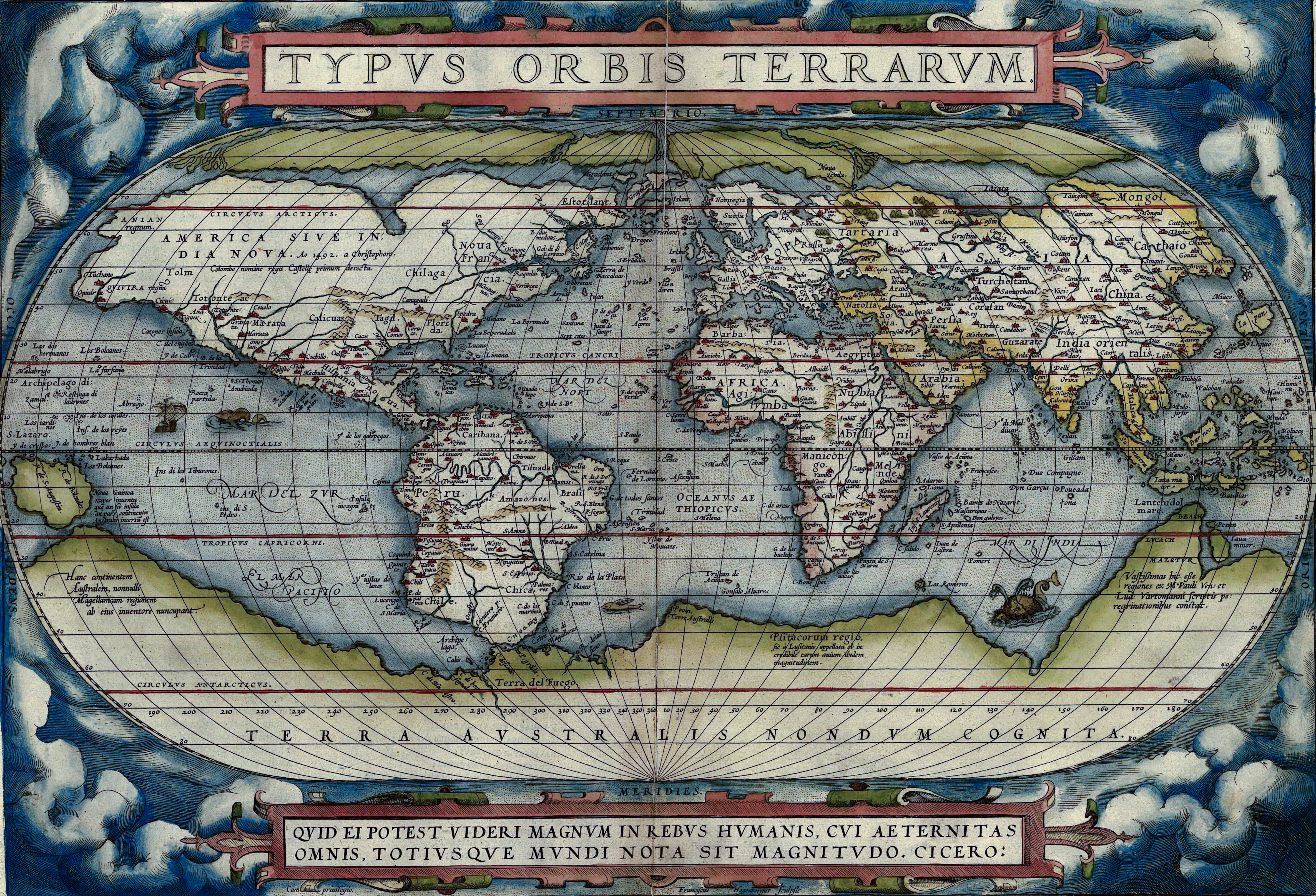
El Theatrum Orbis Terrarum ("Teatro do Globo Terrestre") de Abraham Ortelius.

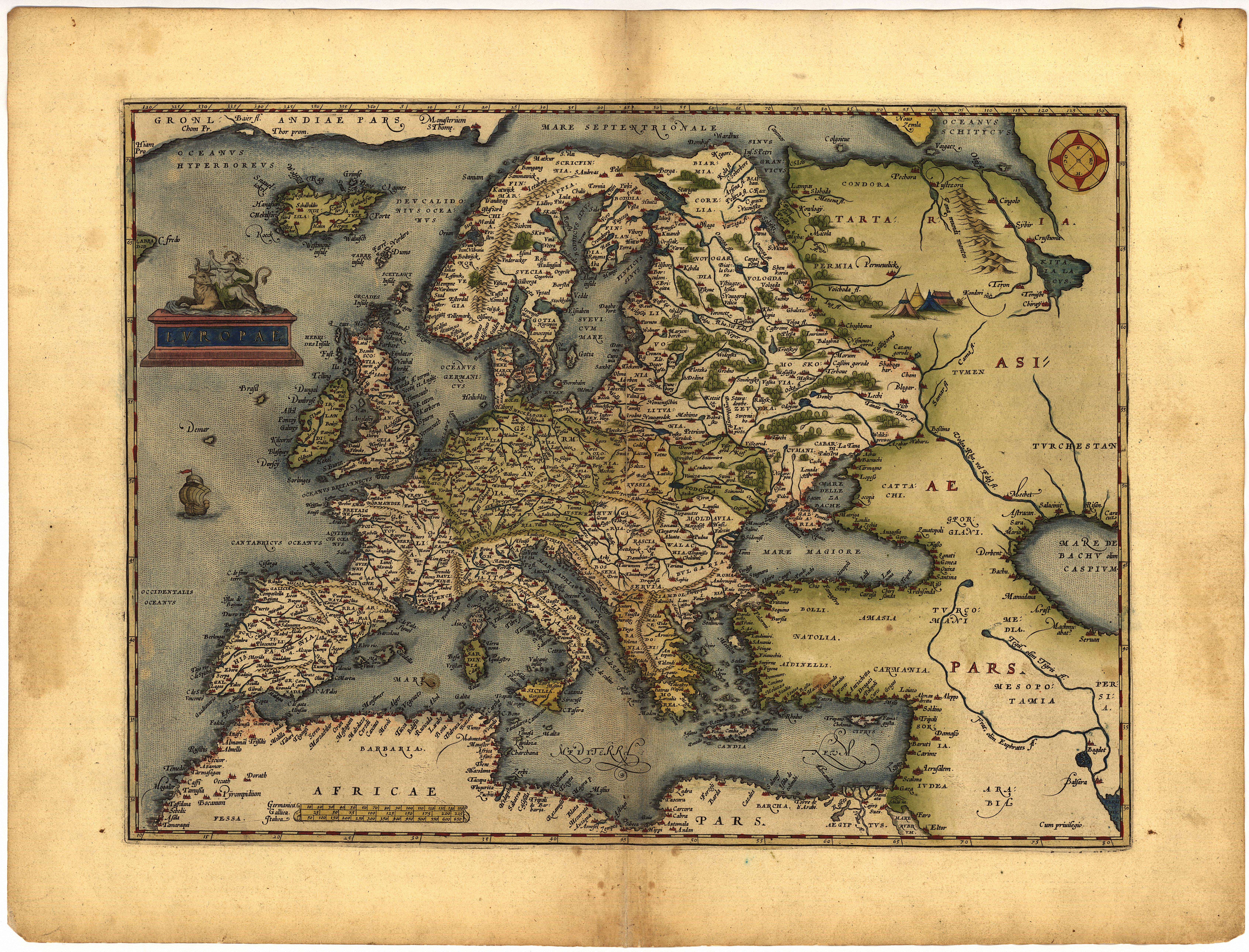
Mapa de Europa según Abraham Ortelius en 1572.

El Theatrum Orbis Terrarum está considerado como el primer atlas moderno. Es obra de Abraham Ortelius y fue editado por primera vez el 20 de mayo de 1570, en Amberes (Países Bajos Españoles).
Desde su primera impresión, el atlas fue revisado y ampliado regularmente por su autor en sus sucesivas ediciones y formatos en los que fue editado, hasta su muerte en 1598. Desde los originales 70 mapas y 87 referencias bibliográficas en su primera edición de 1570, el atlas creció a lo largo de sus 31 ediciones hasta alcanzar 183 referencias y 167 mapas en el año 1612, en 7 lenguas diferentes: holandés (1571), alemán (1572), francés (1572), español (1588), inglés (1606) e italiano (1608). Además, se editaron cinco suplementos, que Ortelius tituló "Additamenta".
En 1629 Willem Blaeu amplió sus fondos de mapas con la compra de las planchas utilizadas por Abraham Ortelius para el Theatrum Orbis Terrarum. En los años posteriores, la familia Blaeu continuó editando el trabajo de Abraham Ortelius bajo un título similar, Theatrum Orbis Terrarum, sive, Atlas Novus. Posteriormente este atlas, en sus múltiples ediciones y ampliaciones a cargo de la familia Blaeu, ha venido a llamarse Atlas Novus o generalmente Atlas Maior.

## Índice de mapas incluidos en la obra

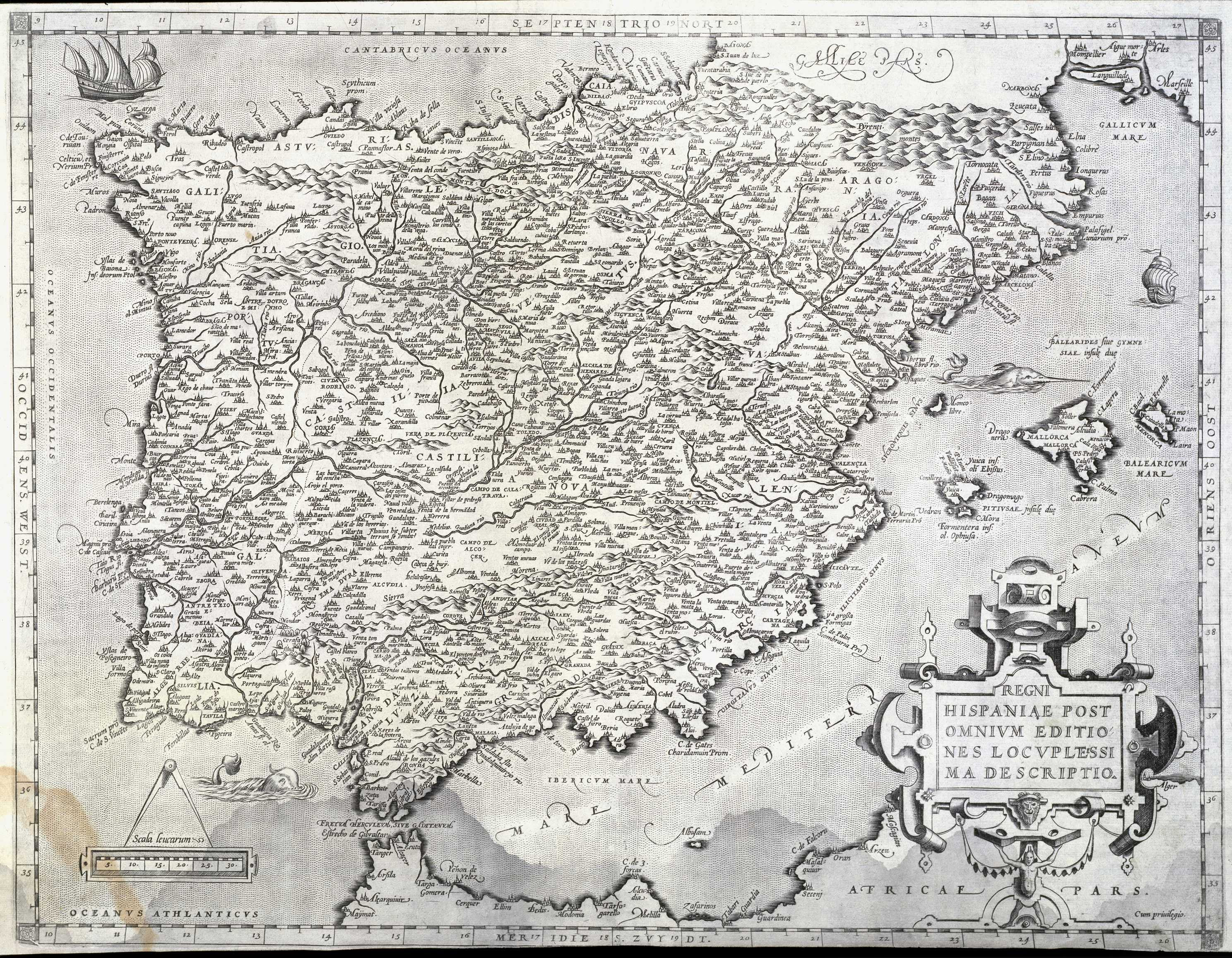
Regni Hispaniae post omnium editiones locupletissima descriptio. Abraham Ortelius. Theatrum Orbis Terrarum. 1572.

Listado en el mismo orden en que aparece en la obra, en la edición española de 1588:
- El Orbe de la Tierra
- Europa
- Asia
- África
- El Orbe Nuevo
- Nueva España
- Culiacana provincia, Cuba española
- Perú
- Islas de Bretaña
- Scocia
- Inglaterra
- Cambria o Wallia
- Irlanda
- Las Islas Azores
- España
- Portugal
- El territorio de Sevilla
- El Reyno de Valencia
- Cádiz
- Gallia
- Pictavia, Poictou
- La región de Biturges o Bourges
- El Ducado de Aniou
- Calez y Boloña
- Picardía
- La costa de la Gallia Narbonense
- El Condado de Borgoña
- El Ducado de Borgoña
- Alemania
- Alemania la Baxa
- El Ducado de Lutzenburgo
- Geldria o Geldres
- El Obispado de Liega
- Brabante
- Namur
- Hannonia, Hennau
- Artesia, Artois
- Flandes
- Zelanda
- Holanda
- Frisa
- Frisa la occidental
- Frisa la oriental
- Dania o Denemarca
- Theitmarsia, las Islas Wandalicas
- Westphalia
- Saxonia
- El Condado de Mansfeldia
- Hassia, Holsatia
- Turingia, Misnia
- Bhuchavia o Buchonia, Waldeccia condado
- Franconia, el obispado Monasteriense
- Bohemia
- Silesia
- Moravia
- Austria
- El obispado Salsburgense
- Baviera
- Nortgoia o Palatinato de Baviera, el territorio argentinense
- El ducado Wirtembergense
- El Círculo de Suevia, El territorio Basileense
- Helvetia
- El Condado de Tirol, Gorithia, etc.
- Italia
- Forum Iulii, en vulgar Friuli
- Dominio de la ciudad de Verona
- El Ducado de Milán
- El territorio de Cremona, el territorio de Crema
- La Región de Piamonte
- Territorio de Padua, Apulia, en vulgar Puglia
- Lago di Como, territorio de la ciudad de Roma
- Toscana
- Territorio de Perusia
- Territorio de Sena
- El Reyno Napolitano
- Sicilia
- Candia, antiguamente Creta
- Cypro, Stalimene, antiguamente Lemnos
- Grecia
- Illyrico
- Schlavoniae, Croariae ...
- El Ducado de Carinthia y Palatinado de Goritia
- Hungría
- Transilvania
- El Reyno de Polonia
- Prusia
- Livonia, Pomerania, etc.
- Romania
- Scandia, o regiones septentrionales
- Russia
- Tartaria, o Imperio d'el Gran Chamo
- China
- India
- Reyno de Persia, o Imperio de los Sophies
- El Imperio Turcico
- Tierra Santa
- Natolia ..., Egypto, el Puerto Carthaginense
- Imperio de los abissinos o d'el preste Ioan
- Berveria, y Biledulgerid